# Gölen (Tofteryds socken, Småland)
Gölen är en sjö i Vaggeryds kommun i Småland och ingår i Lagans huvudavrinningsområde. Sjön är 4,5 meter djup, har en yta på 0,018 kvadratkilometer och är belägen 241 meter över havet.